# NGC 6943
NGC 6943 este o galaxie situată în constelația Păunul. A fost descoperită în 27 iunie 1835 de către John Herschel. Se află la o distanță de 35,97 de megaparseci de Pământ.